# Les aventures d'en Filalici
Les aventures d'en Filalici és la traducció al català del còmic francès Philémon: una sèrie creada per l'artista Fred i publicada per Dargaud. La sèrie va començar a publicar-se a la revista francesa Pilote el 22 de juliol de 1965 i posteriorment es va convertir en una sèrie d'àlbums.
És una sèrie d'aventures fantasioses amb una gran dosi de continguts absurds on un jove viatja a mons surrealistes amb criatures estranyes.

## Argument
En Filalici és un adolescent francès que viu al camp i només té com a amic el seu ruc Anatol. Viu amb el seu pare, un home pràctic i malcarat que no té temps per les aparents fantasies del seu fill. La seva primera aventura es titula "El nàufrag de la A" i comença quan en Filalici cau a un pou que resulta estar connectat amb les aigües de l'oceà atlàntic. Les onades porten al protagonista a una illa plena d'elements estranys com centaures o plantes amb cara i ulls. Allà es troba també amb el Senyor Tomeu (Barthélémy en la versió original): un constructor de pous que va naufragar anys enrere de la mateixa manera que en Filalici i que li explica que l'illa on estan és realment la lletra "A" del text "Oceà Atlàntic" que apareix a tots els mapes.
En aquest primer àlbum en Filalici i el Senyor Tomeu aconsegueixen retornar al món real i en els albums posteriors emprendran viatges diversos per altres lletres del mapa i mons fantàstics i surreals.

## Edicions a Catalunya
Algunes històries breus van publicar-se en castellà a la revista Gran Pulgarcito entre 1969 i 1970. La revista Cavall Fort en va publicar nombroses aventures traduïdes al català per Albert Jané entre 1979 i 1990.